# Picinisco
Picinisco é uma comuna italiana da região do Lácio, província de Frosinone, com cerca de 1.205 habitantes. Estende-se por uma área de 62 km², tendo uma densidade populacional de 19 hab/km². Faz fronteira com Alfedena (AQ), Atina, Barrea (AQ), Gallinaro, Pizzone (IS), San Biagio Saracinisco, Sant'Elia Fiumerapido, Settefrati, Villa Latina.

## Demografia
| Variação demográfica do município entre 1861 e 2011                               |
|                                                                                   |
| Fonte: Istituto Nazionale di Statistica (ISTAT) - Elaboração gráfica da Wikipedia |